# Volta a la Comunitat Valenciana 2016
La Volta a la Comunitat Valenciana 2016 è stata una corsa a tappe di ciclismo su strada che si è svolta nella Comunità Valenciana tra il 3 e 7 febbraio 2016. La gara era valida come prova del circuito UCI Europe Tour 2016 categoria 2.1. Si è trattato della 67ª edizione della Volta a la Comunitat Valenciana e la prima dal 2008; la gara è stata rifondata dai fratelli Ángel e Rafael Casero.
Ha vinto l'olandese Wout Poels, del Team Sky, con il tempo di 14h15'51".

## Percorso
Percorso vario, che inizia con una crono individuale di 16 km da Benicàssim ad Oropesa del Mar, e prosegue con l'arrivo in salita dell'Alto de Fredes (16 km di ascesa con pendenza media del 4,5%, massima del 12%). La terza frazione, con arrivo ad Alzira, è adatta ai velocisti, mentre la penultima tappa è adatta agli scalatori, dato che presenta la scalata dello Xorret de Catí. Finale nuovamente per le ruote veloci, grazie alla quinta ed ultima tappa che attraverserà lo spettacolare centro storico di Valencia.

## Tappe
| Tappa  | Data       | Percorso                                         | km     | Vincitore di tappa | Leader cl. generale |
| ------ | ---------- | ------------------------------------------------ | ------ | ------------------ | ------------------- |
| 1ª     | 3 febbraio | Benicàssim > Oropesa del Mar (cron. individuale) | 16,25  | Wout Poels         | Wout Poels          |
| 2ª     | 4 febbraio | Castellón de la Plana > Fredes                   | 163,3  | Daniel Martin      | Wout Poels          |
| 3ª     | 5 febbraio | Sagunto > Alzira                                 | 173,5  | Dylan Groenewegen  | Wout Poels          |
| 4ª     | 6 febbraio | Orihuela > Xorret del Catí                       | 141,3  | Wout Poels         | Wout Poels          |
| 5ª     | 7 febbraio | Valencia > Valencia                              | 120,6  | Stijn Vandenbergh  | Wout Poels          |
| Totale | Totale     | Totale                                           | 614,95 |                    |                     |

## Squadre partecipanti
| N.      | Cod. | Squadra                     |
| ------- | ---- | --------------------------- |
| 1-8     | KAT  | Team Katusha                |
| 11-18   | MOV  | Movistar Team               |
| 21-28   | SKY  | Team Sky                    |
| 31-38   | EQS  | Etixx-Quick Step            |
| 41-48   | AST  | Astana Pro Team             |
| 51-58   | TLJ  | Team Lotto NL-Jumbo         |
| 61-68   | CPT  | Cannondale Pro Cycling Team |
| 71-78   | IAM  | IAM Cycling                 |
| 81-88   | COF  | Cofidis, Solutions Crédits  |
| 91-98   | ROP  | Roompot Oranje Peloton      |
| 101-108 | BAR  | Bardiani-CSF                |
| 111-118 | BUR  | Burgos BH                   |
| 121-128 | CJR  | Caja Rural-Seguros RGA      |

| N.      | Cod. | Squadra                       |
| ------- | ---- | ----------------------------- |
| 131-138 | ROT  | Team Roth                     |
| 141-148 | WGG  | Wanty-Groupe Gobert           |
| 151-158 | RVL  | Gazprom-RusVelo               |
| 161-168 | EUS  | Euskadi Basque Country-Murias |
| 171-177 | KIN  | Kinan Cycling Team            |
| 181-187 | CCC  | CCC Sprandi Polkowice         |
| 191-196 | GME  | GM Europa Ovini               |
| 201-207 | STH  | Southeast-Venezuela           |
| 211-218 | ESP  | Spagna                        |
| 221-227 | AZT  | D'Amico-Bottecchia            |
| 231-238 | TCT  | Tusnad Cycling Team           |
| 241-248 | LOK  | Lokosphinx                    |

## Dettagli delle tappe

### 1ª tappa
- 3 febbraio: Benicàssim > Oropesa del Mar – Cronometro individuale – 16,25 km

Risultati
| Pos. | Corridore         | Squadra  | Tempo  |
| ---- | ----------------- | -------- | ------ |
| 1    | Wout Poels        | Team Sky | 22'34" |
| 2    | Luis León Sánchez | Astana   | a 15"  |
| 3    | Vasil' Kiryenka   | Team Sky | a 21"  |

| Pos. | Corridore         | Squadra  | Tempo  |
| ---- | ----------------- | -------- | ------ |
| 1    | Wout Poels        | Team Sky | 22'34" |
| 2    | Luis León Sánchez | Astana   | a 14"  |
| 3    | Vasil' Kiryenka   | Team Sky | a 20"  |

### 2ª tappa
- 4 febbraio: Castellón de la Plana > Fredes – 163,3 km

Risultati
| Pos. | Corridore     | Squadra    | Tempo    |
| ---- | ------------- | ---------- | -------- |
| 1    | Daniel Martin | Etixx-Q.S. | 4h10'06" |
| 2    | Jesús Herrada | Movistar   | a 2"     |
| 3    | Wout Poels    | Team Sky   | s.t.     |

| Pos. | Corridore         | Squadra  | Tempo    |
| ---- | ----------------- | -------- | -------- |
| 1    | Wout Poels        | Team Sky | 4h32'42" |
| 2    | Luis León Sánchez | Astana   | a 15"    |
| 3    | Diego Rosa        | Astana   | a 22"    |

### 3ª tappa
- 5 febbraio: Sagunto > Alzira – 173,5 km

Risultati
| Pos. | Corridore         | Squadra     | Tempo    |
| ---- | ----------------- | ----------- | -------- |
| 1    | Dylan Groenewegen | Lotto NL-J. | 4h04'12" |
| 2    | Nacer Bouhanni    | Cofidis     | s.t.     |
| 3    | Aleksandr Porsev  | Katusha     | s.t.     |

| Pos. | Corridore         | Squadra  | Tempo    |
| ---- | ----------------- | -------- | -------- |
| 1    | Wout Poels        | Team Sky | 8h36'54" |
| 2    | Luis León Sánchez | Astana   | a 15"    |
| 3    | Diego Rosa        | Astana   | a 22"    |

### 4ª tappa
- 6 febbraio: Orihuela > Xorret del Catí – 141,3 km

Risultati
| Pos. | Corridore       | Squadra  | Tempo    |
| ---- | --------------- | -------- | -------- |
| 1    | Wout Poels      | Team Sky | 3h26'32" |
| 2    | Beñat Intxausti | Team Sky | a 23"    |
| 3    | Jon Izagirre    | Movistar | s.t.     |

| Pos. | Corridore         | Squadra  | Tempo     |
| ---- | ----------------- | -------- | --------- |
| 1    | Wout Poels        | Team Sky | 12h03'26" |
| 2    | Luis León Sánchez | Astana   | a 46"     |
| 3    | Beñat Intxausti   | Team Sky | a 56"     |

### 5ª tappa
- 7 febbraio: Valencia > Valencia – 120,6 km

Risultati
| Pos. | Corridore         | Squadra     | Tempo    |
| ---- | ----------------- | ----------- | -------- |
| 1    | Stijn Vandenbergh | Etixx-Q.S.  | 2h12'25" |
| 2    | Dylan Groenewegen | Lotto NL-J. | s.t.     |
| 3    | Raymond Kreder    | Roompot     | s.t.     |

| Pos. | Corridore         | Squadra  | Tempo     |
| ---- | ----------------- | -------- | --------- |
| 1    | Wout Poels        | Team Sky | 12h03'26" |
| 2    | Luis León Sánchez | Astana   | a 46"     |
| 3    | Beñat Intxausti   | Team Sky | a 56"     |

## Evoluzione delle classifiche
| Tappa              | Vincitore          | Classifica generale Maglia gialla | Classifica a punti Maglia bianca | Classifica scalatori Maglia a pois | Classifica a squadre |
| ------------------ | ------------------ | --------------------------------- | -------------------------------- | ---------------------------------- | -------------------- |
| 1ª                 | Wout Poels         | Wout Poels                        | Wout Poels                       | Wout Poels                         | Team Sky             |
| 2ª                 | Daniel Martin      | Wout Poels                        | Wout Poels                       | Daniel Martin                      | Team Sky             |
| 3ª                 | Dylan Groenewegen  | Wout Poels                        | Wout Poels                       | Daniel Martin                      | Team Sky             |
| 4ª                 | Wout Poels         | Wout Poels                        | Wout Poels                       | Wout Poels                         | Team Sky             |
| 5ª                 | Stijn Vandenbergh  | Wout Poels                        | Wout Poels                       | Wout Poels                         | Team Sky             |
| Classifiche finali | Classifiche finali | Wout Poels                        | Wout Poels                       | Wout Poels                         | Team Sky             |

## Classifiche finali

### Classifica generale - Maglia gialla
| Pos. | Corridore         | Squadra  | Tempo      |
| ---- | ----------------- | -------- | ---------- |
| 1    | Wout Poels        | Team Sky | 14h15'51"" |
| 2    | Luis León Sánchez | Astana   | a 46"      |
| 3    | Beñat Intxausti   | Team Sky | a 56"      |
| 4    | Jon Izagirre      | Movistar | a 1'01"    |
| 5    | Javier Moreno     | Movistar | a 1'10"    |
| 6    | Fabio Aru         | Astana   | a 1'26"    |
| 7    | Diego Rosa        | Astana   | a 1'27"    |
| 8    | Jesús Herrada     | Movistar | a 1'31"    |
| 9    | Daniel Navarro    | Cofidis  | a 1'34"    |
| 10   | Leopold König     | Team Sky | a 1'50"    |

### Classifica a punti - Maglia bianca
| Pos. | Corridore         | Squadra     | Punti |
| ---- | ----------------- | ----------- | ----- |
| 1    | Wout Poels        | Team Sky    | 68    |
| 2    | Dylan Groenewegen | Lotto NL-J. | 45    |
| 3    | Luis León Sánchez | Astana      | 39    |
| 4    | Beñat Intxausti   | Team Sky    | 37    |
| 5    | Jesús Herrada     | Movistar    | 36    |

### Classifica scalatori - Maglia a pois
| Pos. | Corridore       | Squadra    | Punti |
| ---- | --------------- | ---------- | ----- |
| 1    | Wout Poels      | Team Sky   | 19    |
| 2    | Aitor González  | Euskadi    | 12    |
| 3    | Daniel Martin   | Etixx-Q.S. | 10    |
| 4    | Beñat Intxausti | Team Sky   | 10    |
| 5    | Jesús Herrada   | Movistar   | 9     |

### Classifica a squadre
| Pos. | Squadra                     | Tempo     |
| ---- | --------------------------- | --------- |
| 1    | Team Sky                    | 42h50'07" |
| 2    | Astana Pro Team             | a 59"     |
| 3    | Movistar Team               | a 1'00"   |
| 4    | Etixx-Quick Step            | a 3'16"   |
| 5    | Cannondale Pro Cycling Team | a 4'06"   |